# Kunów (powiat wrocławski)
Kunów (niem. Kuhnau) – wieś w województwie dolnośląskim, w powiecie wrocławskim, w gminie Sobótka.
W latach 1975–1998 miejscowość należała administracyjnie do województwa wrocławskiego.

## Zabytki
Do wojewódzkiego rejestru zabytków wpisany jest:
- zespół pałacowy, z XVII-XIX w.:
  - pałac
  - dwór
  - zabudowa folwarczna
  - park krajobrazowy.